# فاطمة العدينية
فاطمة العدينية شاعرة وأديبة يمنية عاشت في في القرن (12هـ / 18م)و كان والدها واليًّا على بلاد العدين 

## نسبها
هي فاطمة بنت محمد بن أحمد بن الحسن بن علي بن داود بن الحسن الحسينية، العدينية؛ نسبة إلى بلاد العدين، في محافظة إب.

## مقتطف من قصائدها
هذا جزء من إحدى قصائدها التي كتبتها إلى الإمام المتوكل (إسماعيل بن القاسم) تشكو اليه أخذ عامله قطعة أرض ورثتها عن أمها فأعجب الإمام بروعة القياس، وحسن الشكوى؛ فأمر عامله بإطلاق ما سلبه منها. :-
| فاطمة العدينية | مولاي بنت رسول الله فاطمة *** تملكت (فدكًا) قدمًا بإنحـالِ فنوزعته فماتت غير راضيةٍ *** عن الخليفة في حكم وإبطال وكان شاهدها زوج النبي بـه *** وابناه ثم عليٌّ سـيد الآلِ وها أنا ابنتها سمِّيت فاطمةً *** وأنحلتنيَ أمي بعض أمـوالِ وكان في صحة منها وعافية *** وعمَّرت بعد هذا بعض أحوالِ فنازعوني وقالوا: لا سبيل إلى *** ملكي، كذلك فانظر أنت في حالي وانظر إلى حظِّ هذا الاسم كيف لقا *** في سالف الدهر ما لاقاه في الحالِ لا يظلموني أمير المؤمنين وأنـ *** ـت الحمد لله فينا الحاكم الوالي | فاطمة العدينية |